# Álvaro Pérez Mejía
Álvaro Pérez Mejía, född 18 januari 1982 i Madrid, Spanien, är en spansk fotbollsspelare. Han spelar i Konyaspor.
Mejía började sin karriär i Las Rozas. Han skrev på för Real Madrid 1998, och började spela i Real Madrid C. Han flyttades upp till Real Madrid Castilla och spelade där 2002-2004. 
Mejía flyttades upp i A-laget inför säsongen 2004/2005, och gjorde sin La Liga-debut 21 januari 2004 i en hemmaseger mot Villarreal CF (2-1), där han fick spela hela matchen. Han fick också chansen i Champions League 3 mars 2004, en match där Real Madrid besegrade Bayern München i åttondelsfinalen. I slutet av denna säsong, förnyades hans kontrakt till 2010,. 
Följande säsong så medverkade Mejía bara i fem matcher för Real Madrid, alla tävlingar inräknade. Under Mejías två sista säsonger för Real Madrid så medverkade han i 26 ligamatcher, då gjorde han också sitt första och enda mål i en 2-0 bortaseger mot Real Betis 29 oktober 2005 efter endast en minut på planen, då Mejía hoppade in istället för Carlos Diogo.
I juli 2007 lämnade Mejía Madrid för nykomlingarna Real Murcia när han skrev på ett 4-årskontrakt, där han gjorde mål redan i första ligamatchen 2-1-segern mot Real Zaragoza. Efter att ha varit en startspelare under stora delar av säsongen, så lyckades inte Murcia att hålla sig kvar i La Liga utan blev degraderade till Segunda División.